# Pró Monarquia
Pró Monarquia (en français : Pro Monarchie) est une association civique et culturelle à but non lucratif qui a pour objectif de promouvoir, guider et coordonner des initiatives destinées à restaurer la monarchie au Brésil,,.

## Histoire
Fondée en 1990, Pró Monarquia s'établit sous les auspices du chef de la maison impériale du Brésil et représente aussi le secrétariat de la maison impériale du Brésil. La fonction du secrétariat est de publier des informations sur la famille impériale brésilienne sur les réseaux sociaux (comme Facebook, Twitter, YouTube et Instagram) et le site web officiel, ainsi que de répondre aux messages des particuliers.
L'organisation a aussi la fonction d'organiser les voyages des princes au Brésil et dans le monde,. 
Le siège de l'organisation se trouve à São Paulo (Brésil).